# Daïra de Ibn Ziad
Pour les articles homonymes, voir Ibn Ziad (homonymie).
La daïra de Ibn Ziad est une circonscription administrative algérienne située dans la wilaya de Constantine et la région du Constantinois. Son chef-lieu est Ibn Ziad.

## Communes
La daïra comprend 2 communes : Ibn Ziad, Messaoud Boudjriou.